# Aviões (filme)
Aviões (no original em inglês Planes) é um filme de animação estadunidense produzido pela DisneyToon Studios, distribuído pela Walt Disney Studios Motion Pictures e lançado em 2013. O filme é um derivado da franquia Carros. Embora a Pixar não tenha participado diretamente da produção do filme, John Lasseter, criador e diretor de Carros e Carros 2, e executivo chefe de criação de ambas Pixar e DisneyToon Studios, foi o produtor executivo de Aviões.

## Sinopse
Dusty Voorasante  é um avião pulverizador que trabalha em uma lavoura de milho na pequena e fictícia cidade de Propwash Junction, no estado norte-americano de Minnesota, e pratica manobras acrobáticas em seu tempo livre, sonhando em um dia ser tornar um piloto de corrida. Seus sonhos no entanto são desencorajados por seu chefe, Leadbottom, e sua amiga, a empilhadeira Dottie, mas apoiados por seu outro amigo, o caminhão de combustível Chug. Dusty e Chug treinam para as eliminatórias do Rally Asas pelo Mundo. As vésperas da competição, Dusty pede ao antigo avião de guerra da Marinha dos Estados Unidos e já aposentado Skipper, para que o ensine a voar bem, porém Skipper rejeita a ideia. Dusty entra nas eliminatórias, e embora o público e os outros competidores zombem dele por este ser um pulverizador, ele consegue impressiona-los com suas manobras, porém acaba em 6º lugar e não se classifica. Mas um dos competidores que vieram se inscrever, Fonzarelli, o consola, dizendo que ele foi muito bem, apesar de sua posição. Após alguns dias, Roper, um representante das eliminatórias visita a cidade de Propwash Junction a procura de Dusty, e lhe anuncia que ele havia ficado em 5º lugar. Isso aconteceu porque o antigo 5º colocado havia sido desclassificado por ter usado um combustível ilegal na competição, fazendo com que Dusty passa-se da 6ª para a 5ª posição.
No final da manhã, Skipper visita Dusty e tenta convencê-lo a sair da corrida, mas Dusty explica a Skipper que ele quer provar que pode ser muito mais do que um pulverizador, e então Skipper decide ser o seu treinador para que ele possa desenvolver mais velocidade e agilidade. Durante seu treinamento, Dusty confessa a Skipper e Chug que embora seja um avião, ele tem medo de altura. Apesar disso, Dusty conclui seu treinamento, e no dia seguinte, ele viaja para Nova Iorque, onde ele se encontra com os outros competidores no Aeroporto Internacional John F. Kennedy. Lá ele conhece um novo amigo, o leal e excêntrico mexicano El Chupacabra, que por sua vez se apaixona pela piloto franco-canadense Rochelle , que a princípio, não demonstra interesse nele. Em seguida, Dusty torna-se rival do arrogante piloto e tricampeão do Rally Asas pelo Mundo Ripslinger, que o insulta por este ser um pulverizador. Dusty também se apaixona pela piloto indiana Ishani e conhece o esnobe piloto inglês Bulldog.
A primeira etapa do Rally Asas pelo Mundo vai de Nova Iorque a Islândia. Em função do seu medo de altura, Dusty acaba chegando em último lugar. A segunda etapa da corrida vai da Islândia a Alemanha. Durante o trajeto, Bulldog acaba tendo um problema em seu motor, e fica às cegas quando o óleo que vazou de sua hélice esquerda cai em seus olhos. Em um ato de bom esportivismo, Dusty abandona a corrida para salvar Bulldog, guiando ele até a linha de chegada. Apesar de ter chegado em último lugar pela segunda vez, Dusty acaba ganhando o respeito de Bulldog, e chamando a atenção da imprensa mundial pelo seu ato bondoso. A terceira etapa da corrida vai da Alemanha até a base áerea de Agra, na Índia, e a quarta, da Índia até o Nepal. Ainda na Índia, Ishani diz a Dusty que há como voar baixo através do Himalaia, seguindo os trilhos de trem que passam pelas montanhas. No entanto, Dusty é forçado a voar através de um túnel e por pouco evita uma colisão frontal com um trem a vapor, mas milagrosamente chega em 1º lugar no Nepal. Dusty acaba descobrindo que Ishani deu maus conselhos a ele para ganhar uma nova hélice de Ripslinger, e ele acaba se afastando dela. A quinta etapa da corrida vai do Nepal a China, partindo do The Hump (as montanhas entre o nordeste da Índia e o sul da China) até a cidade de Xangai, onde Dusty se mantém em 1º lugar. Em Xangai, Dusty consegue ajudar El Chupacabra a conquistar o coração de Rochelle com uma serenata, fazendo com que ela se apaixone por ele.
A sexta etapa da corrida vai da China ao México, passando pelo Oceano Pacífico. Durante a etapa, Ned e Zed, os capangas de Ripslinger, destroem a antena de navegação de Dusty. Perdido no meio do Oceano Pacífico, quase sem combustível, e incapaz de chegar ao Havaí para reabastecer, Dusty é encontrado por dois Super Hornets da Marinha dos Estados Unidos, que o escoltam até o porta-aviões U.S.S. Dwight D. Flysenhower (em referência ao verdadeiro porta-aviões de Classe Nimitz USS Dwight D. Eisenhower (CVN-69)), onde ele pousa para ser reparado e reabastecido. Enquanto é reparado, Dusty vê um hall da fama criado para os pilotos da Esquadrilha da Fuzarca, a esquadrilha em que Skipper participou na época em que o mesmo estava na marinha, mas descobre que ele só havia participado de uma missão, o que contradiz a sua reputação como um herói de guerra que participou de várias missões. Após ser reparado e reabastecido, Dusty decola em meio a uma tempestade. A tempestade torna-se muito violenta, e Dusty acaba se distraindo com seus pensamentos sobre Skipper e acaba caindo no oceano depois que seu motor para. Minutos depois, Dusty é resgatado pela marinha mexicana e levado para o México, onde seus amigos estavam a sua espera. Lá ele descobre que sua fuselagem foi totalmente danificada, impossibilitando-o de voar novamente. Skipper confessa a Dusty que ele realmente só havia participado de apenas uma missão, onde seu esquadrão de jovens novatos foi morto em um ataque contra os navios da marinha japonesa. Skipper foi o único que sobreviveu ao ataque. Sentindo-se culpado pela morte de seu esquadrão, ele nunca mais voou novamente depois do ocorrido. Totalmente desmoralizado, Dusty pensa em abandonar o Rally Asas pelo Mundo, mas é encorajado por Chug, Dottie e os outros competidores do rali para continuar na competição, os quais doam peças extras para que Dusty seja reparado. 
A sétima e última etapa do rali vai do México de volta a Nova Iorque. Com a moral restaurada e o apoio de seus fãs e amigos, Dusty torna-se determinado a vencer o rali, porém Ripslinger ainda não desistiu de sabotar as suas chances de vencer. Ele e seus capangas, Ned e Zed, tentam armar uma emboscada para Dusty enquanto eles passam pelo Deserto Galho Seco, porém seu plano dá errado quando Skipper, que superou o seu trauma de voar, aparece e atrapalha os três, ajudando Dusty que então consegue fazer com que Ned e Zed fiquem presos entre as montanhas. Na tentativa de ultrapassar Ripslinger, Dusty acaba perdendo velocidade por ter forçado muito o seu motor, então resolve superar o seu medo de altura e voar através das correntes de jato na troposfera, ganhando assim um impulso extra que faz com que ele alcance Ripslinger. Ao perceber que chegava a Nova Iorque, Dusty sai das correntes de jato e vai em direção a linha de chegada, onde Ripslinger está prestes a vencer o rali. Com sua quarta vitória no rali parecendo inevitável, Ripslinger diminui sua velocidade e se inclina em direção aos fotógrafos na plateia. A partir daí, Dusty vê uma brecha para ultrapassá-lo e consegue cruzar a linha de chegada em 1º lugar, vencendo a corrida e o Rally Asas pelo Mundo. Após perceber que havia sido derrotado, Ripslinger perde o controle e acaba voando direto nos banheiros químicos da plateia, aterrisando em uma pilha de lama logo em seguida. Dusty é parabenizado por seus amigos e fãs pela sua vitória e Skipper o agradece por ter lhe dado forças para superar seu trauma e conseguir voar novamente. Dias depois, Skipper reingressa novamente na Marinha dos Estados Unidos, com Dusty agora se tornando um membro honorário. O filme termina com Skipper e Dusty apostando uma corrida, partindo do U.S.S. Dwight D. Flysenhower até Propwash Junction.

## Antecedentes
Durante Carros e Carros 2 é possível ver aviões. Para introduzir de forma ampla o conceito do filme ao público, Air Mater, um episódio da série Cars Toons, foi produzido pela Pixar e anexado ao lançamento doméstico de Carros 2, em 2011. No curta, Mate visita a mesma cidade aonde Dusty vive. Ele também aprende a voar na escola de aviação de Skipper, que é um dos personagens principais de Aviões. Nas cenas pós-créditos, uma pequena propaganda do filme é feita: Mate diz que "deviam fazer um filme só com aviões".

## Rochelle
A personagem Rochelle muda de nome nas dublagens internacionais do filme, exceto nas dublagens australiana e francesa.
- Azzurra, na dublagem italiana.
- Heidi, na dublagem alemã.
- Tanya, na dublagem russa.
- Carolina, na dublagem brasileira.
- Yun Yan Fei, na dublagem chinesa.
- Sakura, na dublagem japonesa.

## Produção
A produção do filme começou em 2009. John Lasseter, criador e diretor de Carros e Carros 2, e chefe executivo da criação de ambas Pixar e DisneyToon Studios, foi o produtor executivo de Aviões. Quando questionado, ele classificou como "natural" a produção do filme, justificando que queria "ver aonde a nossa imaginação nos levaria em um filme onde os aviões eram os personagens principais".

## Música
A música de Aviões foi composta por Mark Mancina. A trilha-sonora do filme foi lançada em 6 de agosto de 2013.

## Jogo eletrônico
Um jogo eletrônico intitulado Disney's Planes foi desenvolvido pela Disney Interactive Studios para as plataformas Wii, Wii U, Nintendo DS e Nintendo 3DS, e lançado em 6 de agosto de 2013.

## Sequência
Uma sequência de Aviões, chamada Aviões 2: Heróis do Fogo ao Resgate, foi lançada em 18 de julho de 2014.